# 오클랜드 아트 갤러리
오클랜드 아트 갤러리 토이 오 타마키(Auckland Art Gallery Toi o Tāmaki)는 뉴질랜드 오클랜드의 주요 공공 갤러리이다. 뉴질랜드에서 가장 광범위한 국내외 미술 컬렉션을 보유하고 있으며, 종종 해외 순회 전시회를 개최한다.
언덕 위의 앨버트 파크 아래 오클랜드 중심가에 자리 잡은 이 갤러리는 뉴질랜드 최초의 영구 미술관으로 1888년에 설립되었다.
이 건물은 원래 오클랜드 아트 갤러리와 오클랜드 공립 도서관을 모두 수용했으며, 기증자였던 조지 그레이 경과 제임스 타노크 맥켈비가 기증한 컬렉션으로 문을 열었다. 이는 1884년에 개관한 더니든 공립 미술관에 이어 뉴질랜드에서 두 번째로 설립된 공립 미술관이었다. 웰링턴의 뉴질랜드 미술 아카데미는 1892년에, 웰링턴 공립 도서관은 1893년에 개관했다.
2009년, 미술관은 미국 사업가 줄리언 로버트슨으로부터 1억 달러가 넘는 기증을 받았다고 발표했는데, 이는 이 지역에서 역대 최대 규모의 기증이었다. 이 작품들은 소유자의 유산으로부터 받게 된다.

## 역사
1870년대 내내 오클랜드의 많은 사람들은 시립 미술 컬렉션이 필요하다고 느꼈지만 새로 설립된 오클랜드 시의회는 그러한 프로젝트에 자금을 지원하려 하지 않았다. 모리스 오로크 경 (하원 의장) 등 저명인사들의 압력에 따라, 이전 식민지 총독이었던 조지 에드워드 그레이 경과 제임스 타노크 맥켈비라는 두 명의 주요 기증자로부터 상당한 유증 약속이 있었기 때문에 복합 미술관 및 도서관 건물의 건설이 필요하게 되었다. 그레이는 1872년 일찍이 시립 도서관을 위한 도서를 약속했으며, 결국 자신의 컬렉션에서 다수의 원고, 희귀 도서 및 그림을 오클랜드 갤러리 및 도서관에 기증했다 (총 12,500점 이상의 품목, 그림 53점 포함). 그는 자신이 총독을 지냈던 케이프타운에도 자료를 기증했다. 그레이 유증에는 카스파르 네트셰어, 헨리 푸셀리, 윌리엄 블레이크, 데이비드 윌키의 작품이 포함되어 있다.
맥켈비는 영국으로 돌아간 후에도 오클랜드 문제에 관심을 가졌던 사업가였다. 1880년대 초반에 그는 105점의 액자가 있는 수채화, 유화, 그리고 드로잉 컬렉션을 기증한다고 발표했다. 그의 기증은 결국 그림, 장식 예술품, 도자기, 런던 자택의 가구 등 140점으로 늘어났으며, 이는 오클랜드 시립 미술관, 공립 도서관 및 오클랜드 박물관이 공유하는 맥켈비 트러스트 컬렉션의 핵심을 형성한다. 맥켈비의 유언장에는 그의 유증을 전시할 별도의 갤러리를 명시했지만, 이는 시 당국에 인기가 없었다. 그러나 1893년에 컬렉션을 위한 특별실이 마련되었고, 마침내 1916년에 상단 조명 맥켈비 갤러리가 건설되었다. 맥켈비 트러스트는 컬렉션에 추가할 예술 작품을 계속 구매하고 있으며, 현재는 아키펭코, 부르델, 엡스타인, 무어, 엘리자베스 프링크의 중요한 20세기 청동 조각 작품을 포함하고 있다.

## 컬렉션

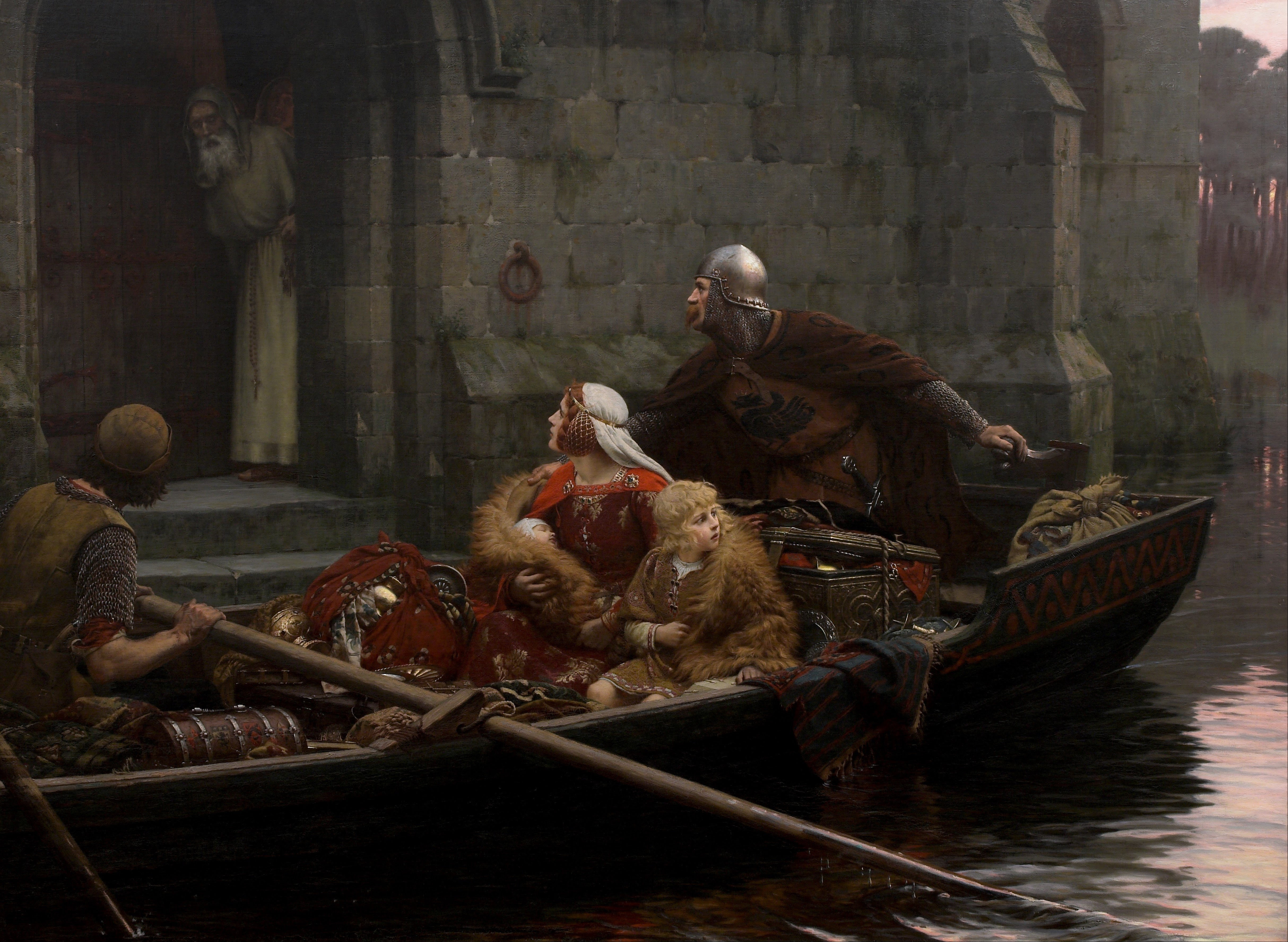
로드 레이턴의 《위험한 시기에》, 1897

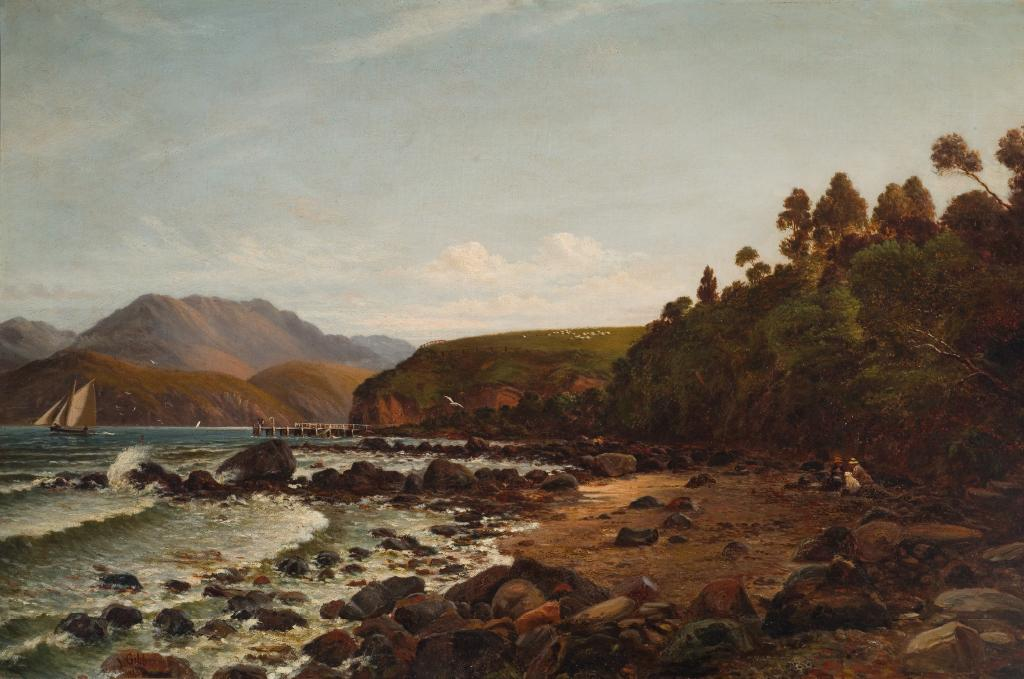
존 깁, 《개버너스 베이 썰물》, 1883

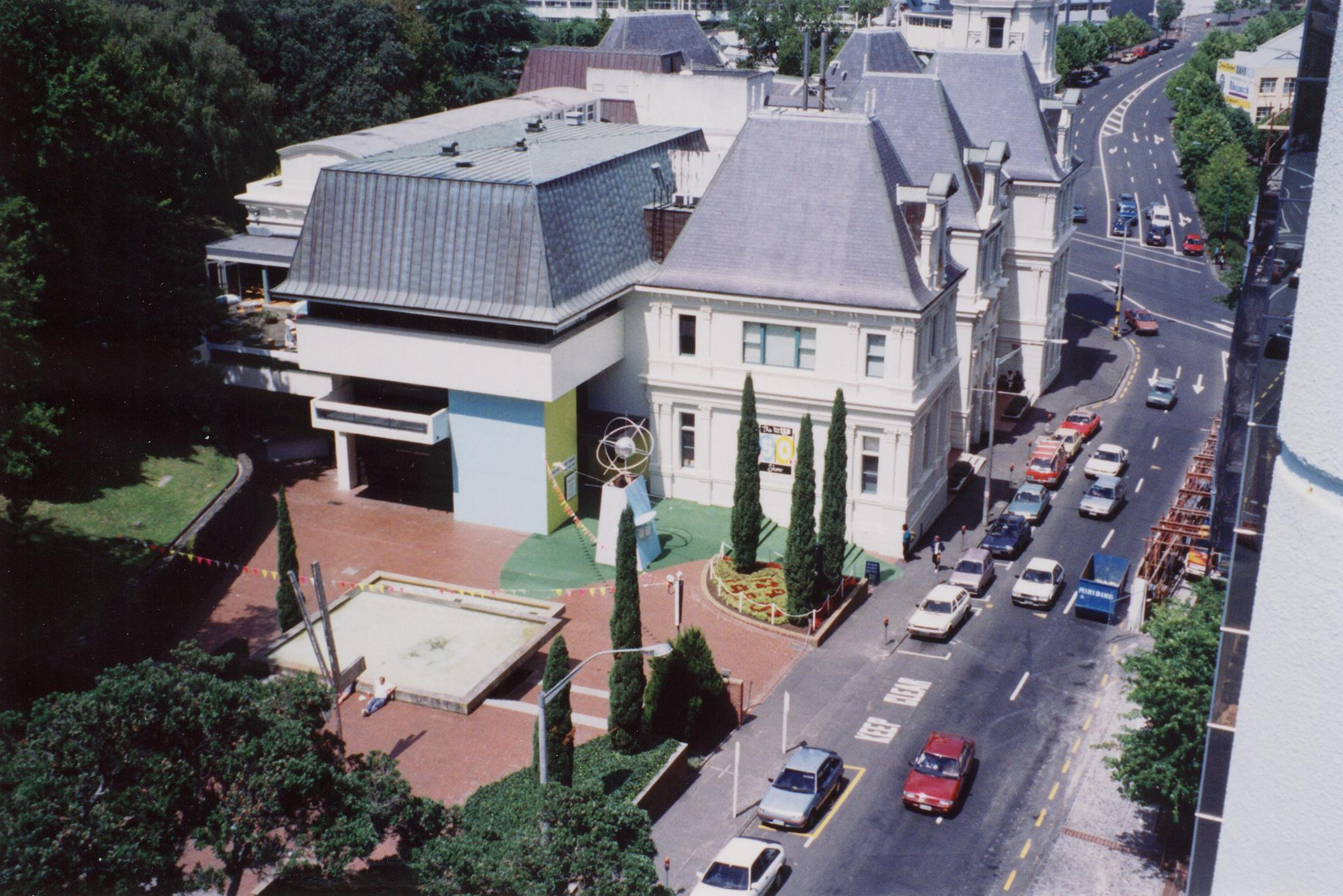
1970년대에 추가된 증축 부분, 인근 주차 건물에서 바라본 모습

오클랜드 갤러리 컬렉션은 처음에는 19세기 표준 취향에 따라 유럽 고전 거장 그림이 주를 이루었다. 오늘날 컬렉션은 더 다양한 시대, 스타일 및 매체를 포함하도록 확장되었으며 15,000점 이상의 예술 작품을 보유하고 있다. 다수의 뉴질랜드 및 태평양 예술가뿐만 아니라 유럽의 예술가들도 대표되며, 중세 시대부터 현재까지의 자료가 포함되어 있다. 광범위하게 대표되는 주목할 만한 뉴질랜드 예술가로는 그레첸 알브레히트, 마티 프리들랜더, C.F. 골디, 알프레드 헨리 오키프, 프랜시스 호지킨스, 고트프리트 린다우어, 콜린 매카헌 등이 있다. 이 작품들 중 일부는 예술가들 자신이 기증한 것이다.

### 파트리지
1915년 오클랜드 사업가인 헨리 파트리지는 고트프리트 린다우어가 마오리족을 그린 그림 컬렉션을 갤러리에 기증했다. 그는 오클랜드 시민들이 벨기에 구호 기금을 위해 10,000 파운드를 모금한다는 조건으로 이 기증을 했다. 이 돈은 몇 주 안에 모금되었다.

### 베르트하임
또 다른 주요 기증자는 루시 캐링턴 베르트하임이었다. 미스 베르트하임은 런던의 미술관 소유자였으며, 해외 거주 예술가 프랜시스 호지킨스를 지원함으로써 오클랜드 미술관에 전간기 영국 회화의 대표적인 컬렉션을 기증했다. 그녀는 1948년과 1950년에 크리스토퍼 우드, 프랜시스 호지킨스, 펠란 깁, R. O. 던롭, 알프레드 월리스 등 현대 영국 예술가들의 작품 154점을 기증했다. 베르트하임 컬렉션은 처음에는 1948년 12월 2일 J. A. C. 알럼 시장이 개관한 별도의 방에 전시되었다.

### 난 키벨
1953년 렉스 난 키벨은 조지 프렌치 앵가스, 시드니 파킨슨, 니콜라스 슈발리에, 아우구스투스 얼의 작품을 포함한 중요한 판화 컬렉션을 기증했다. 1960년대에는 유럽 중세 미술 컬렉션인 왓슨 유증이 도착했다. 1967년에는 초기 영국 및 뉴질랜드 수채화 컬렉션인 스펜서 컬렉션이 기증되었는데, 여기에는 존 걸리, 존 호이트, 존 킨더의 초기 뉴질랜드 풍경이 포함되어 있었다. 1982년에는 판화 수집가이자 갤러리 판화 및 드로잉 부서의 소중한 조언자였던 월터 오번의 사망으로, 맥켈비 트러스트는 칼로, 피라네시, 델라 벨라, 홀라르의 작품을 포함한 1,500점이 넘는 그의 멋진 판화 컬렉션을 물려받았다.

### 차트웰
1997년, 해밀턴 사업가 롭 가디너가 1974년에 설립한 차트웰 컬렉션은 와이카토 미술 및 역사 박물관에서 오클랜드 아트 갤러리 토이 오 타마키로 장기 대여로 이전되었다. 2022년까지 차트웰 컬렉션은 2000점이 넘는 품목을 보유했으며, 오클랜드 아트 갤러리의 정규 프로그램과 컬렉션의 특정 전시 및 신규 소장품 전시에서 정기적으로 선보였다. 오클랜드 아트 갤러리 토이 오 타마키는 1990년 마이클 파레코와이의 《부정관사》와 2003년 조반니 인트라의 《무제 (스터드 슈트)》를 포함한 공동 구매에도 협력했다. 오클랜드 아트 갤러리 토이 오 타마키에서 선보인 차트웰 컬렉션 전시에는 《차트웰 컬렉션: 선정》 (1997), 《국내외, 차트웰 컬렉션의 현대 호주 및 뉴질랜드 미술 (1999)》, 《아홉 생명: 2003 차트웰 전시 (2003)》, 《활성화: 차트웰 쇼》(2012), 《소리치고, 속삭이고, 울부짖다 (2017)》《 및 벽을 따라 살 공간 / 소유할 방 (2023).》

### 데임 제니 깁스
처음에는 남편 앨런과 함께, 제니 깁스는 갤러리의 컬렉션과 활동에 오랜 지지자였으며, 1987년 깁스와 함께 콜린 맥카헌의 1974년 회화 《혜성 (F8, F9, F10)》을 기증한 후원자 그룹 결성을 포함한다.
최근에는 데임 제니 깁스가 여러 행사를 기념하여 기증을 했는데, 2022년 크리스 사인스 관장의 봉사를 기념하여 고든 월터스의 1971년 회화 《계보 5》와 2013년 작가를 기리는 랄프 호테레의 《특별한 태양 없음》을 포함한다. 그녀는 또한 고든 월터스의 다른 중요한 회화 작품인 1967년의 《파랑과 노랑》도 컬렉션에 기증했다.

### 로버트슨
2009년, 미국 투자자 줄리언 로버트슨이 오클랜드 미술관에 1억 1,500만 달러 상당의 미술품을 기증할 것이라고 발표되었다. 이 기증에는 폴 세잔, 폴 고갱, 파블로 피카소, 앙리 마티스, 피트 몬드리안, 살바도르 달리, 조르주 브라크, 앙드레 드랭, 페르낭 레제, 피에르 보나르, 앙리 팡탱-라투르의 작품이 포함되었으며, 이는 오스트랄라시아에서 이 종류의 기증 중 가장 큰 규모였다. 기증 후, 키치너 스트리트 전시실은 줄리언과 조시 로버트슨 갤러리로 명명되었다. 2022년 로버트슨 사망 후, 이 컬렉션은 오클랜드 미술관 컬렉션에 통합되었으며, 이를 기념하여 2024년에 전체가 공개되었다.

## 구글 아트 프로젝트
2012년 4월 4일, 오클랜드 미술관이 구글 아트 프로젝트에 참여할 것이라고 발표되었다. "이는 우리의 뉴질랜드 및 국제 컬렉션의 일부를 전 세계와 공유할 수 있는 환상적인 기회입니다."라고 RFA 갤러리 관장 크리스 사인즈가 말했다. "사람들은 지구 반대편에 있더라도 뉴질랜드 미술을 가까이에서 배우고 즐길 수 있습니다." 오클랜드 미술관은 프로젝트에 85점의 예술 작품을 기여했는데, 이 중 56점은 뉴질랜드 태평양 컬렉션에서 가져왔고 29점은 국제 예술가들의 작품이다. 갤러리의 두 명의 수석 큐레이터인 론 브라운슨 (뉴질랜드 및 태평양 미술)과 메리 키슬러 (맥켈비 컬렉션, 국제 미술)가 작품을 선정했다. 현재 구글 아트 프로젝트를 통해 이용할 수 있는 뉴질랜드 미술의 예로는 콜린 매카헌의 다리 건설 (1952)과 프랜시스 호지킨스의 그림이 있다.

## 건물

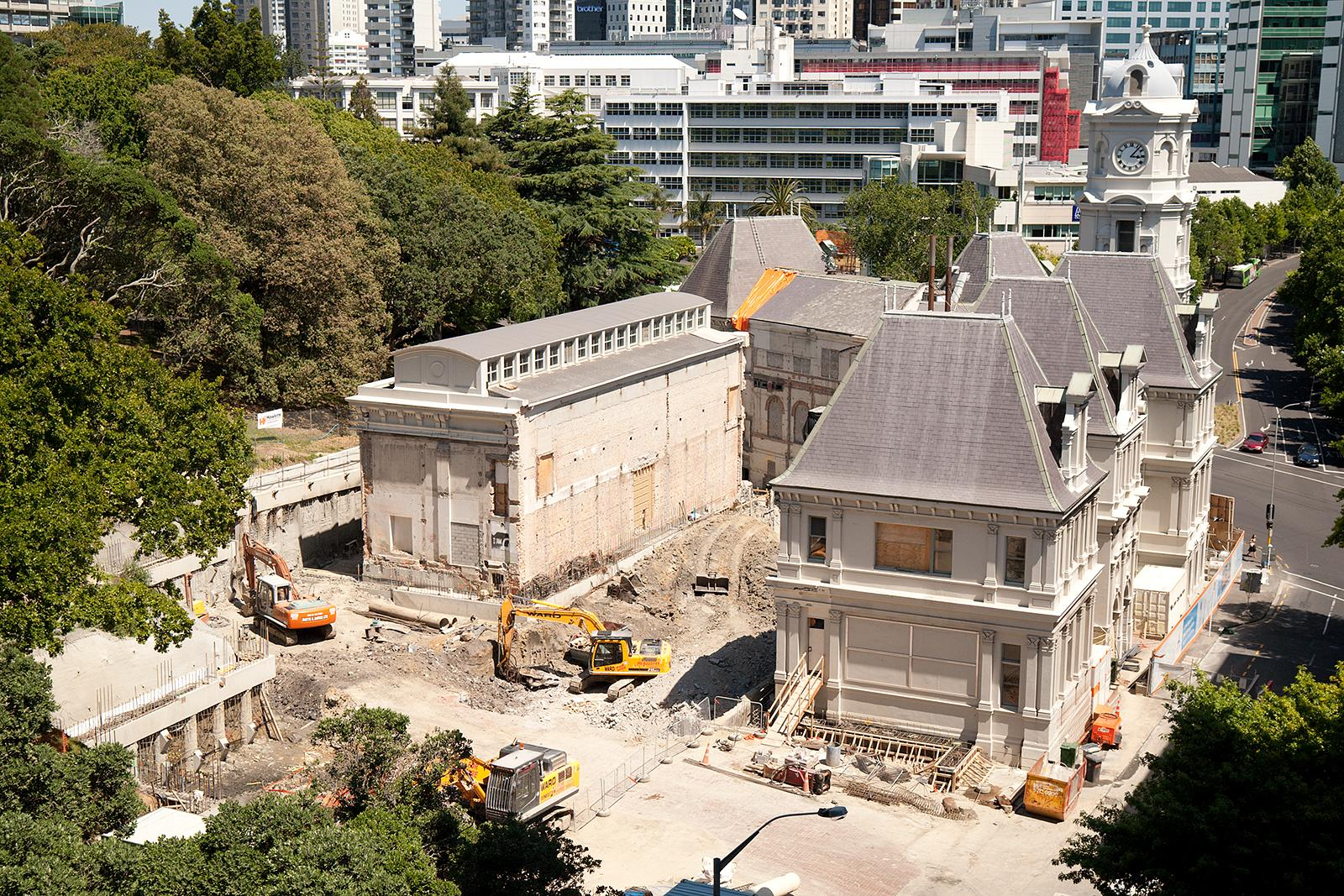
2009년 1970년대 증축 건물 철거 후

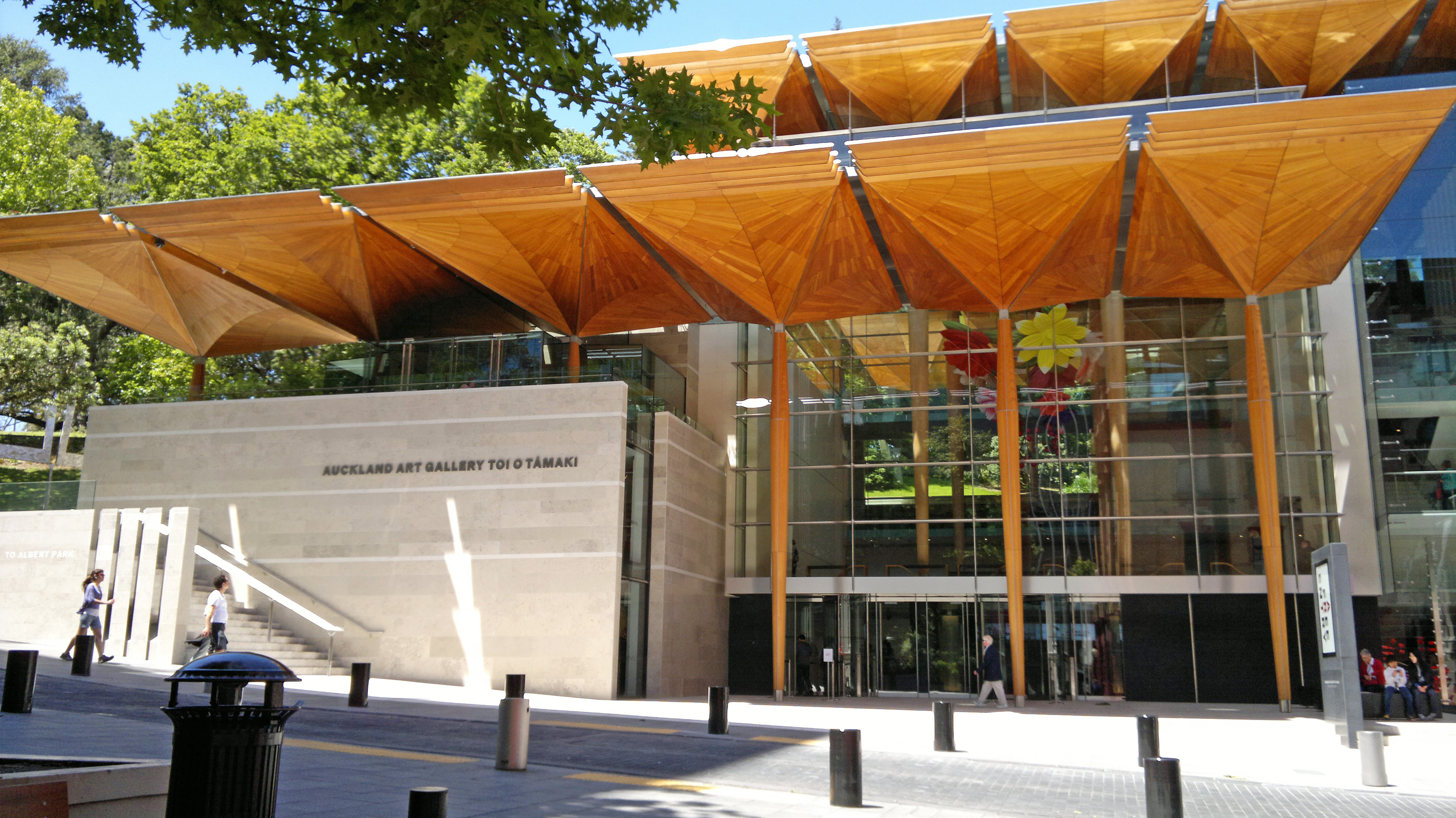
2011년 완공된 증축

주요 갤러리 건물은 원래 멜버른 건축가 그레인저 & 드에브로가 미술관뿐만 아니라 시의회 사무실, 강당, 공공 도서관을 모두 수용하도록 설계했다. 프랑스 초기 르네상스 양식의 벽돌과 석고로 건축되었으며 1887년에 완공되었고 1916년에 증축되었다. 3층 건물에 가파른 지붕에 다락방이 있고 6층짜리 시계탑이 있다. 이 건물은 1983년 11월 24일에 헤리티지 뉴질랜드에 등록 번호 92로 카테고리 I 유산으로 등록되었다.
새로운 건물은 결국 시의회 모든 부서를 수용하기에는 너무 작아서 커스텀스 스트리트의 세관 건물에 초과 공간이 필요하다는 것이 밝혀졌다. 1911년 오클랜드 시청 완공 후 모든 시의회 부서가 갤러리 건물을 떠났고, 미술 수업을 위한 추가 작업 공간을 포함한 갤러리 시설 확장이 가능해졌다. 몇몇 예술가들은 전쟁 직후 기간 동안 이 복합 시설에 스튜디오 공간을 유지했다.  직조 예술가 일세 폰 란도우는 시계탑 방을 활용하여 1950년대 현대화의 일환으로 갤러리 의식용 커튼을 현장에서 제작했다. 1969년에 미술 수업과 스튜디오는 폰손비로 이전되었고, 폰손비 로드 1번지의 존 캠벨이 설계한 퇴역 경찰서가 '아트스테이션'으로 다시 문을 열어 갤러리 아웃리치 프로그램을 계속하고 있다.
1969년부터 1971년까지 건물은 개조되었고 새로운 날개와 조각 정원이 추가되었다. 이것은 1946년에 발표되었고 새로운 갤러리 건설을 규정한 막대한 필립 에드미스턴 유증의 결과였다. 1971년에는 공공 도서관이 에웬 웨인스콧이 설계한 인근 론 스트리트의 새로운 오클랜드 시립 도서관 건물로 이전되었다.
2000년대 후반에는 주요 증축이 논의되었는데, 비용, 디자인, 그리고 앨버트 파크 부지가 필요하다는 사실 때문에 일부에서 상당한 비판을 받았다. 갤러리는 대규모 개조 및 확장 공사를 위해 2007년 말에 폐관했으며 2011년 9월 3일에 재개관했다. 폐관 기간 동안에는 웰즐리 스트리트와 론 스트리트 코너에 있는 NEW 갤러리에서 임시 전시가 열렸다.
2008년 시의회는 증축을 진행하기로 결정했고, 2011년에 총 1억 1300만 뉴질랜드 달러의 비용으로 완료되었으며, 이 중 오클랜드 시의회가 5000만 뉴질랜드 달러 미만을 기여했다.
오클랜드 기반의 Archimedia와 파트너십을 맺은 호주 건축 회사 FJMT의 확장 설계로 전시 공간이 50% 증가하여 최대 900점의 예술 작품을 전시할 수 있게 되었으며, 교육, 아동 및 가족 공간이 마련되었다. 업그레이드의 일환으로 기존 구조물은 개조 및 1916년 상태로 복원되었으며, 건물 내 17개의 다른 층 높이가 6개로 줄어드는 등의 조치가 취해졌다. 이 재개발은 17개의 건축상과 6개의 디자인 관련 상을 수상했으며, 세계 건축 축제의 2013년 세계 올해의 건물을 포함한다.
앨버트 파크 터널로 봉쇄된 입구 중 하나는 웰즐리 스트리트의 미술관 뒤에서 찾을 수 있다.

## E H 맥코믹 연구 도서관

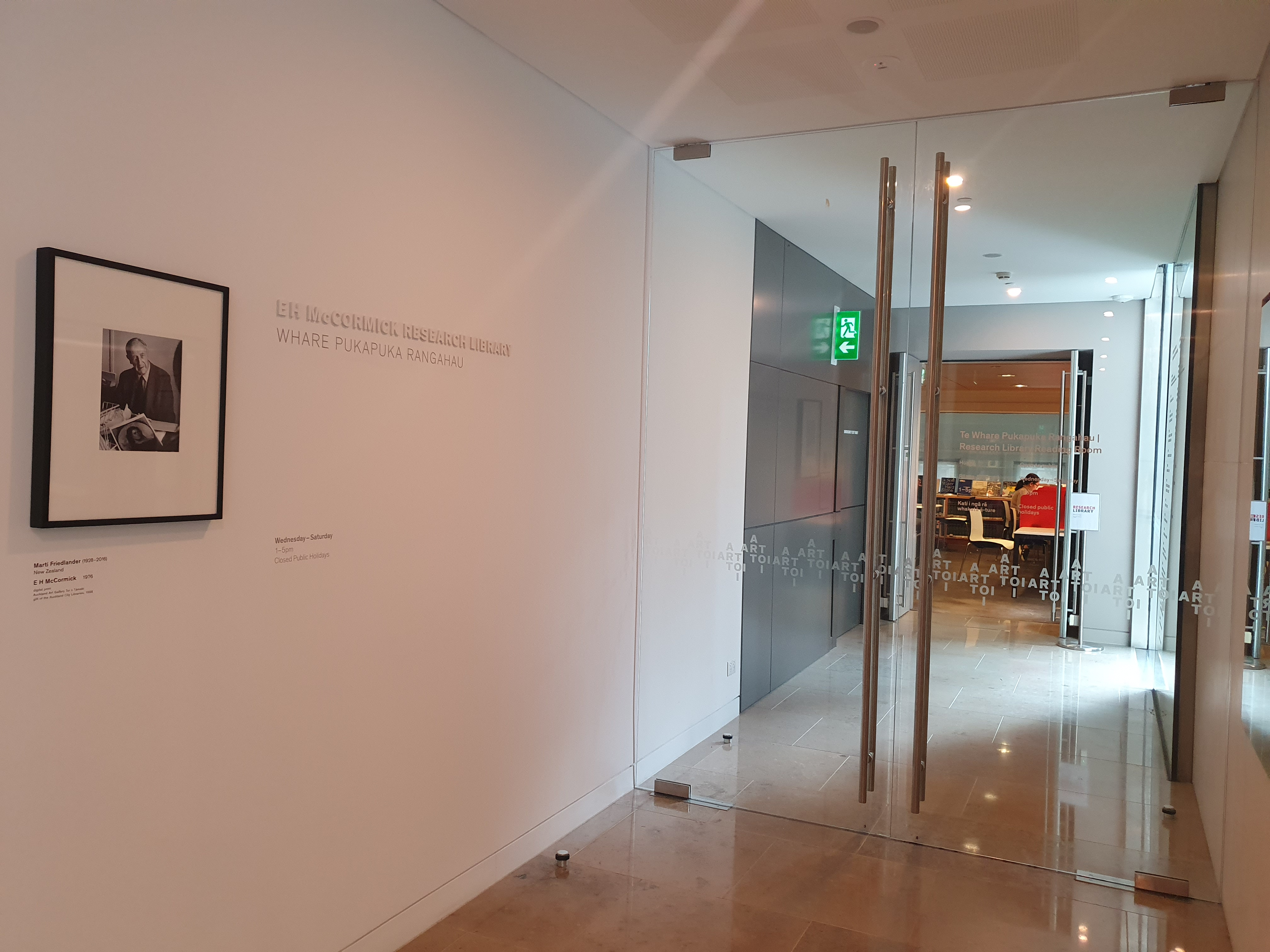
E H 맥코믹 연구 도서관 입구

E H 맥코믹 연구 도서관은 오클랜드 미술관 내에 위치한 전문 미술 도서관이다. 오클랜드 예술 협회가 기증한 컬렉션을 바탕으로 1953년 10월 갤러리 내 열람실로 처음 설립되었다. 이 도서관은 뉴질랜드의 여러 갤러리에 대한 기록과 예술가들의 개인 서류를 포함하여 약 160개의 기록 컬렉션을 소장하고 있다. 여기에는 짐 앨런의 기록, 토니 포미슨의 기록, 그리고 마티 프리들랜더 사진 기록이 포함되며, 후자는 2018년 유네스코 뉴질랜드 세계 기억 아오테아로아 뉴질랜드 응아 마하라 오 테 아오 기록으로 추가되었다.

## 관장
1888년에 설립되었지만, 갤러리는 1952년 영국인 에릭 웨스트브룩이 임명될 때까지 전문 관장을 고용하지 않았다.
그는 미술관 최초의 전임 관장으로 임명되었다(이전에는 수석 사서가 공식적으로 미술관과 도서관을 모두 담당했다). 1955년에는 피터 토모리가 그의 뒤를 이어 1965년까지 재임했다. 두 사람 모두 갤러리를 활성화하고 대체로 보수적인 대중에게 현대 미술을 소개하려고 노력했지만, 대체로 적대적인 시의회의 저항에 직면했다. 1956년 봄 전시회 '객체와 이미지'에서는 존 윅스, 루이즈 헨더슨, 밀란 므르쿠시치, 콜린 맥카헌, 카세 잭슨, 로스 프레이저 등 현대 예술가들의 작품이 전시되었다. 헨리 무어와 바버라 헵워스를 포함한 다른 논란이 많은 전시회는 시의회와 토모리 사이의 심각한 대립을 야기했으며, 결국 그의 사임으로 이어졌다.
1963년 토모리가 헵워스의 '토르소 II'를 구입하려 했던 것(한 시의원은 '죽은 소의 둔부'에 비유했다)은 뉴질랜드의 예술과 문화 환경을 변화시켰다. 보수적인 《뉴질랜드 헤럴드》조차 독자들에게 "미술관의 기능은 모든 사람이 이해할 수 있는 전시물로 가득 채우는 것이 아니다"라고 지적했다. 청동상은 지역 사업가 조지 울러가 개인적으로 구입하여 익명으로 갤러리에 기증했다.
1981년 로드니 윌슨이 오클랜드 미술관 최초의 뉴질랜드 태생 관장으로 임명되었으며, 2024년 현재까지 이 직책을 맡은 유일한 뉴질랜드인이다. 1988년 관장 임기를 마칠 때까지 오클랜드 미술관의 규모는 두 배로 늘어났으며, 가장 주목할 만한 블록버스터 전시회인 1985년 《모네: 빛의 화가》를 포함한 여러 전시회의 장소가 되었다 (아래 전시 목록 참조). 윌슨은 또한 미국 순회 전시회인 《테 마오리》와 그 후 뉴질랜드 순회 전시회인 《테 마오리-테 호킹가 마이》의 물류를 처리한 팀을 이끌었다.
1988년, 크리스토퍼 존스톤이 로드니 윌슨의 뒤를 이어 관장으로 취임했다. 8년 동안의 관장 재임 기간 동안 주요 전시회로는 《파블로 피카소: 자연 앞의 예술가》 (1989), 유료 전시회 사상 최다 관람객 210,000명을 기록한 《렘브란트에서 르누아르까지》 (1993), 그리고 1995년에는 작가의 갤러리 방문 100주년을 기념하는 프로그램으로 《폴 고갱: 태평양의 페이지》 전시회와 주요 도서: 《고갱과 마오리 미술》이 있었다. 그의 재임 기간 동안의 다른 업적은 1995년에 개관한 현대 미술을 위한 뉴 갤러리의 자금 조달 및 개발, 마오리 자문 그룹인 하에레와의 설립, 그리고 버네사 벨, 존 내시, 존 터나드, 아니쉬 카푸어, 헤수스 라파엘 소토, 에드 루샤의 작품을 포함한 컬렉션 및 맥켈비 트러스트를 위한 상당한 범위의 소장품 확보가 있었다.
- 2019년–현재: 커스틴 레이시
- 2013년–2018년: 라나 데벤포트
- 1996년–2013년: 크리스 사인즈
- 1988년–1995년: 크리스토퍼 존스톤
- 1981년–1988년: 로드니 윌슨
- 1979년–1981년: 그랜트 커비 (임시 관장)
- 1974년–1979년: 어니스트 스미스 교수
- 1972년–1974년: 리처드 텔러 허쉬
- 1965년–1972년: 길 도킹
- 1956년–1965년: 피터 토모리 교수
- 1952년–1955년: 에릭 웨스트브룩

## 전시회
1950년 이후 오클랜드 미술관에서 열린 주요 전시회 목록이다. 다른 기관에서 기획한 전시회는 별도로 표시되어 있다.
- 1954년 《프랜시스 호지킨스와 그의 서클》[35] 에릭 H. 맥코믹이 오클랜드 예술 축제를 기념하여 기획했다.
- 《1954년 오브젝트와 이미지》[36] 오클랜드 시립 미술관에 취직하기 위해 오클랜드에 도착한 직후, 콜린 매카헌은 뉴질랜드 추상 예술가들의 전시회 기획을 돕는다.[37] 이 전시회의 제목은 그의 동명 회화에서 따왔으며, 이는 숄터 옥스퍼드 영어사전의 두 주요 단어 정의를 제시한다. 매카헌은 전시회 반응이 '대중들에게 약간의 우려를 야기했다'고 설명한다.[38]
- 1956년 《헨리 무어: 조각과 드로잉 전시회》[39] 캐나다와 뉴질랜드를 위한 영국 문화원에서 기획했다. 뉴질랜드 순회 전시는 헨리 무어를 알았던 오클랜드 시립 미술관 관장 에릭 웨스트브룩이 시작했다. 뉴질랜드에서의 전시는 새로운 관장 피터 토모리가 기획했는데, 그는 이 전시회가 논란을 일으킬 것이라고 예측했다.[40] 오클랜드 시장 존 럭스포드는 프리랜서 기자[41]에게 속아 전시회에 대해 '역겨운 광경'이라고 부정적인 공개 발언을 했고, 이는 주요 언론 보도와 36,700명의 기록적인 관람객 수를 보장했다.[6]
- 1957년 《뉴질랜드 화가 8인: 앵거스, 피프, 홀름우드, 므르쿠시치, 니콜슨, 서튼, 톰슨, 터너》[42] 오클랜드 시립 미술관이 뉴질랜드 전역에 순회 전시한 뉴질랜드 현대 화가 세 전시회 중 첫 번째 전시회이다.
- 1961년 《태평양 회화: 일본, 미국, 호주, 뉴질랜드》[43]
- 1963년 《회고전: M.T. 울라스톤과 콜린 매카헌》[44] 뉴질랜드에서 태어나고 훈련받고 거주하는 화가들의 작품에 대한 최초의 대규모 전시회이다.
- 1966년 《센가이 50점 두루마리》[45] 오클랜드 시립 미술관이 기획 및 뉴질랜드 전역에 순회 전시하였으며, 엘리자베스 2세 예술위원회와 일본 문화 교류 협회의 지원을 받았다.
- 1967년 《마르셀 뒤샹, 메리 시슬러 컬렉션: 1904~1963년 작품 78점》[46] 오클랜드 시립 미술관이 기획하고 뉴질랜드 엘리자베스 2세 예술위원회가 뉴질랜드 전역에 순회 전시했다.
- 1969년 《프랜시스 호지킨스 1869 – 1947: 100주년 기념 전시회》[47]
- 1970년 《우주 시대 미술》[48] 이 전시회는 네덜란드에 기반을 둔 피터 스튀브산트 미술 재단에서 가져온 것이다. 이 전시회는 로스만 문화 재단 (뉴질랜드)과 뉴질랜드 엘리자베스 2세 예술위원회가 뉴질랜드로 가져와 전국적으로 순회 전시했다.
- 1971년 《열 점의 큰 그림》[49] 관장 길 도킹은 카탈로그 서문에서 이 전시회를 '긍정적인 후원 운동'으로 묘사한다. 선정된 예술가들은 돈 드라이버, 마이클 이튼, 로버트 엘리스, 팻 한리, 랄프 호테레, 콜린 매카헌, 밀란 므르쿠시치, 돈 피블스, 로스 리치, 웡 싱 타이이다. 갤러리는 같은 표준 크기의 큰 캔버스를 준비하고 완성되면 갤러리로 다시 운송하는 것을 준비한다. 이 전시회는 새로운 에드미스턴 윙 개관 기념 행사 중 하나이다.[50]
- 1972년 《콜린 매카헌: 순회 전시회》[51]
- 1975년 《반 고흐 오클랜드 전》[52]
- 《1975년 - 1978년 프로젝트 프로그램 1: 존 레스브리지: 형식적 관장 수수께끼》[53] 오클랜드 시립 미술관의 최신 개념 미술 및 현대 미술을 다루는 15개의 시리즈 전시회 중 첫 번째 전시회이다.
- 1977년 《오마이의 두 세계》[54]
- 1980년 《렌 라이: 개인 신화》[55] 앤드루 보글 기획.
- 1983년 - 1984년 《최근 뉴질랜드 미술의 측면: 뉴 이미지》[56] 프랜시스 파운드와 앤드루 보글이 기획한 3부작 시리즈 전시회 중 첫 번째 전시회이다. 다음 두 전시회는 앤드루 보글이 기획한 《최근 뉴질랜드 미술의 측면: 그리드, 격자 및 네트워크》[57]와 알렉사 M. 존스턴이 기획한 《최근 뉴질랜드 미술의 측면: 불안한 이미지》[58]이다.
- 《1983년 고든 월터스》[59] 마이클 던 기획.
- 1985년 《클로드 모네: 빛의 화가》[60] 36점의 회화 대출 협상을 위해 전 세계 23개 미술관을 방문한 관장 로드니 윌슨이 기획했다.[61] 이 전시회는 보험 회사 NZI[62]와의 민관 파트너십에 의존했으며 오클랜드 시립 미술관에서 가장 성공적인 전시회 중 하나이다. 이전 최다 관람객 기록은 1975년에 열린 《반 고흐 오클랜드 전》의 67,000명이었다.[63] 윌슨은 《클로드 모네》에 약 80,000명의 방문객을 예상했지만, 처음 2주 동안에만 43,000명의 방문객이 있었고 웰즐리 스트리트에는 긴 줄이 늘어섰다.[64] 총 관람객 수는 175,679명이다.[65] 국립 연구국 조사에 따르면 방문객의 3분의 1은 오클랜드 시립 미술관에 처음 방문했고, 43%는 오클랜드 외 지역에서 온 것으로 나타났다.[66]
- 《1985년 우연과 변화: 아방가르드 1세기》[67] 앤드루 보글 기획.
- 1987년 《테 마오리》[68] 뉴질랜드에서는 《테 마오리-테 호킹가 마이》로 전시되었다.
- 1988년 《임멘도르프: 외국 예술가 프로젝트》[69]
- 《1988년 콜린 매카헌: 문과 여정》[70] 알렉사 M. 존스턴이 기획한 오클랜드 시립 미술관 100주년 기념 전시회.
- 1989년 《매카헌 이후: 최근 미술의 일부 구성》[71] 크리스티나 바튼 기획.
- 1995년 《폴 고갱: 태평양의 페이지》 더글러스 드루익 & 피터 제게르스 기획.
- 《1999년 우리가 스스로에게 들려주는 이야기: 리처드 킬렌의 그림》[72] 프랜시스 파운드 기획.
- 2001년 《제1회 오클랜드 트리엔날레: 밝은 낙원: 이국적인 역사와 숭고한 인공물》[73] 5회 트리엔날레 시리즈 전시회 중 첫 번째 전시회이다. 앨런 스미스 기획.
- 2002년 《월터스 상 2002》[74] 뉴질랜드 현대 미술을 조명하는 격년제 시리즈 전시회 중 첫 번째 전시회이다. 화가 고든 월터스 (1919-1995)의 이름을 따서 명명되었다.
- 2005년 《뒤섞인 어린 시절》[75] 자니타 크로와 로버트 레너드 기획.
- 2014년 《모던 페인트 아오테아로아》 페인트가 뉴질랜드 예술가들의 작품에 어떻게 영향을 미쳤는지 조사했으며, 전시회에는 콜린 매카헌의 《놀드랜드 패널》이 포함되어 25년 만에 갤러리에서 전시되었다.[76]
- 2015년 《빌리 애플®: 예술가는 다른 사람처럼 살아야 한다》.[77] 크리스티나 바튼이 기획했으며, 출판물 《빌리 애플® : 삶의 일부》[78]가 함께 발간되었다.
- 《2015년 리사 레이하나: 비너스를 찾아서 [감염]》[79] 라나 데벤포트 기획.
- 《2015년 필요한 주의 산만: 회화 쇼》[80] 나타샤 콘랜드 기획.
- 《2017년 시간: 과거와 미래를 잇다》,  2016년 6월 18일 – 11월 26일
- 《2017년 역사 분열을 보다》,  2016년 6월 18일 – 11월 26일
- 《2017년 땅의 주체》,  2016년 6월 18일 – 11월 26일
- 《2017년 X가 찍힌 곳: 협상된 역사》,  2016년 8월 27일 – 7월 2일
- 《2017년 드러난 몸: 테이트 명작》,  2017년 3월 18일 – 7월 16일
- 2018년 《마오리 초상화: 고트프리트 린다우어의 뉴질랜드: 테 호킹가 마이》[81] 응아히라카 메이슨과 나이젤 보렐 기획.
- 《2018년 고든 월터스: 새로운 비전》[82] 더니든 공립 미술관과의 공동 전시회이다.[83]
- 2019년 《루이즈 헨더슨: 삶에서》[84] 펠리시티 밀번, 라라 스트롱먼, 줄리아 웨이트 기획.
- 2020년 《토이 투 토이 오라: 현대 마오리 미술》[85] 나이젤 보렐 (피리라카우, 응아이 테 랑기, 응아티 랑기누이, 테 와카토헤아)이 기획한 이 전시회는 110명의 마오리 예술가들이 만든 300점 이상의 예술 작품으로 오클랜드 미술관 전체를 차지한다.[86] 마오리 세계관에 기반을 둔 이 전시회는 테 코레: 공허함을 상징하는 개막 갤러리로 시작하여 시간과 창조라는 주제를 발전시킨다.[87] 《토이 투 토이 오라》는 191,000명 이상의 방문객을 유치했으며,[88] 마오리 방문객은 4%에서 15%로 증가했다.[89]

E.H. 맥코믹 연구 도서관, 오클랜드 미술관 토이 오 타마키는 1927년 6월부터의 전체 전시회 목록을 보유하고 있다.

## 추가 문헌
- New Zealand Home & Building Souvenir Edition; The 1950s Show 1993.
- Decently and in Order; the Centennial History of the Auckland City Council. G.W.A Bush 1971